# Almroth Wright
Almroth Edward Wright (10 août 1861-30 avril 1947) est un bactériologiste et immunologiste britannique.
Il est connu pour avoir développé un système d'inoculation contre la fièvre typhoïde, en reconnaissant très tôt que les antibiotiques créeraient des bactéries résistantes et en étant un ardent défenseur de la médecine préventive .

## Voir également
- Frederick F. Russell